# Zbigniew Mateńko
Zbigniew Mateńko (ur. 8 marca 1936 w Martynowie Nowym, zm. 29 sierpnia 2018) – polski piłkarz ręczny, mistrz i reprezentant Polski.

## Kariera sportowa
Jego pierwszym klubem była Nysa Kłodzko. Po ukończeniu w 1957 liceum felczerskiego w Kłodzku przeniósł się do Wrocławia i został zawodnikiem Śląska Wrocław. Z klubem tym sięgnął 13 razy po tytuł mistrza Polski (1958, 1961, 1962, 1963, 1965, 1967 - w odmianie "7"-osobowej, 1958, 1961, 1962, 1963, 1964, 1965, 1966 - w odmianie "11"-osobowej). Ponadto w 1966 sięgnął po wicemistrzostwo Polski w odmianie "7"-osobowej,  w 1959 i 1965 wywalczył Puchar Polski.
W 1959 wystąpił dwukrotnie w reprezentacji Polski w odmianie "7"-osobowej, w reprezentacji Polski w odmianie "11"-osobowej zagrał również dwukrotnie (po jednym spotkaniu w 1960 i 1961).
Po zakończeniu kariery sportowej był trenerem drużyn młodzieżowych Śląska, w 1980 wywalczył ze swoim zespołem tytuł mistrza Polski juniorów.
W 2005 otrzymał Diamentową Odznakę ZPRP.
Pochowany na cmentarzu św. Jacka na Swojczycach